# キング・オブ・エジプト
『キング・オブ・エジプト』（Gods of Egypt）は、2016年のアメリカ合衆国の冒険アクション映画。
監督はアレックス・プロヤス、出演はニコライ・コスター＝ワルドーとブレントン・スウェイツなど。
人間と神々が共存しているとの設定の古代エジプトを舞台に、神々の争いに巻き込まれた人間の青年が死んだ恋人を蘇らせようと奮闘する姿を描いている。

## ストーリー
神と人間が共存し、「生命の神」オシリス王の統治により繁栄を誇っていた古代エジプト。しかし、弟セトのオシリス謀殺により王座は奪われ、人々は暴虐なセトに苦しめられていた。
オシリスの子で、王座と両目を奪われたホルスは、コソ泥の青年ベックと手を組み、エジプトの王に君臨するための鍵を握る重要なアイテム「神の眼」を盗み出すべく、困難極まりない冒険の旅に出る。

## 登場人物
エジプトの神々は人間の身体に隼やライオンなどの動物の頭を持つ神が多いが、作中の神々は普段は人間と同じ姿で暮らしており、戦闘などで神としての力を行使する必要がある際に壁画や彫像でよく見られる獣頭の姿に変貌するという描写になっている。
ホルス
演 - ニコライ・コスター＝ワルドー
オシリスの子息。叔父であるセトにより全知の目を奪われる。傲慢だが次第に信念を持つようになる。
ベック
演 - ブレントン・スウェイツ
盗賊。知恵と行動力に優れた知勇兼備。殺されたザヤを生き返らせるためにホルスと手を組む。無神論者であったが神々と実際に付き合ったことで神を信じるようになる。
セト
演 - ジェラルド・バトラー
砂漠の神。ホルスの叔父。不毛の地を治める。愛情を知らない傲慢な性格。兄を殺害して王位を奪い、暴君としてエジプトに君臨し、更には天空を含む全世界を手中に納める野心を抱く。
トト
演 - チャドウィック・ボーズマン
知恵の神。ホルスの師匠。世界創生から知識の全てを記録している。現実主義者で研究熱心。
ハトホル
演 - エロディ・ユン
愛の女神。ホルスを愛しており、ホルスの命を助けるためにセトの妃になる。かつては死者の世界で西方の女神だった。
ザヤ
演 - コートニー・イートン
ベックの恋人。駆け落ちしてベックと一緒になった。しかしトラブルに巻き込まれ建築士の奴隷となってしまい、更には殺されてしまう。これにより、彼女を蘇らせようとするベックの行動の始まりの一つとなる。
ウルシュ
演 - ルーファス・シーウェル
建築家で王位を簒奪したセトの側近として権力を握る。奴隷となったザヤの主人でもある。
ラー
演 - ジェフリー・ラッシュ
太陽神。オシリスとセトの父でホルスの祖父。世界を形作った創造主でもあり、太陽を牽引する船で天空を航行し、毎夜世界を食らいつくそうと襲い来る破壊神アポピスと戦っている。
一般にはホルスと同じ隼の頭を持つ姿で描かれる事が多いものの、混同を避けるためか姿は人間のまま全身にプロミネンスのような炎を纏うという描写になっている。
オシリス
演 - ブライアン・ブラウン
生命の神。ホルスの父。ナイル川の肥沃な大地を収める。王座に執着しない無欲な性格。息子に王位を譲ろうとしたが、継承の儀の場でセトに殺害される。
アヌビス
演 - ゴラン・D・クルート
死者の神。死んだザヤを死後の世界へと送り出した。
イシス
演 - レイチェル・ブレイク
オシリスの妻。夫を甦らせるためにバラバラにされた死体を集めるが心臓だけは取り戻せず、悲しみから自死する。
ネフティス
演 - エマ・ブース
セトの元妻。オシリスの死後、セトに抵抗する神々を統率していたが拘束され、守護の羽を奪われる。
ムネビス
演 - アレクサンダー・イングランド
セトの部下。
アスタルテ
演 - ヤヤ･デュン
セトの放った刺客。
アナト
演 - アビー・リー
愛と戦いの女神。
スフィンクス
演 - ケネス・ランサム
ピラミッドの炎の番人。謎解きを仕掛け、解けなければ容赦なく殺す。

## キャスト
| 役名                  | 俳優                           | 日本語吹替                | 日本語吹替                | 日本語吹替                | 日本語吹替                      |
| 役名                  | 俳優                           | 劇場公開版                | ソフト版1                 | ソフト版2                 | フジテレビ版                    |
| --------------------- | ------------------------------ | ------------------------- | ------------------------- | ------------------------- | ------------------------------- |
| ホルス                | ニコライ・コスター＝ワルドー   | 中村悠一                  | 中村悠一                  | 中村悠一                  | 中村悠一                        |
| ベック                | ブレントン・スウェイツ         | 玉森裕太 （Kis-My-Ft2）   | 玉森裕太 （Kis-My-Ft2）   | 平野潤也                  | 玉森裕太 （Kis-My-Ft2）         |
| セト                  | ジェラルド・バトラー           | 小山力也                  | 小山力也                  | 小山力也                  | 小山力也                        |
| トト                  | チャドウィック・ボーズマン     | 中井和哉                  | 中井和哉                  | 中井和哉                  | 中井和哉                        |
| ハトホル              | エロディ・ユン                 | 沢城みゆき                | 沢城みゆき                | 沢城みゆき                | 沢城みゆき                      |
| ザヤ                  | コートニー・イートン           | 永野芽郁                  | 永野芽郁                  | 永野芽郁                  | 永野芽郁                        |
| ウルシュ              | ルーファス・シーウェル         | 大塚芳忠                  | 大塚芳忠                  | 大塚芳忠                  | 大塚芳忠                        |
| ラー                  | ジェフリー・ラッシュ           | 菅生隆之                  | 菅生隆之                  | 菅生隆之                  | 菅生隆之                        |
| オシリス              | ブライアン・ブラウン           | 金尾哲夫                  | 金尾哲夫                  | 金尾哲夫                  | 金尾哲夫                        |
| アヌビス              | ゴラン・D・クルート            | 青山穣                    | 青山穣                    | 青山穣                    | 青山穣                          |
| イシス                | レイチェル・ブレイク           | 田中真弓                  | 田中真弓                  | 田中真弓                  | 田中真弓                        |
| ネフティス            | エマ・ブース                   | 大原さやか                | 大原さやか                | 大原さやか                | 大原さやか                      |
| ムネビス              | アレクサンダー・イングランド   | 西村太佑                  | 西村太佑                  | 西村太佑                  | 西村太佑                        |
| アスタルテ            | ヤヤ･デュン                    | ゆいP（おかずクラブ）     | ゆいP（おかずクラブ）     | ゆいP（おかずクラブ）     | ゆいP（おかずクラブ）           |
| アナト                | アビー・リー                   | オカリナ（おかずクラブ ） | オカリナ（おかずクラブ ） | オカリナ（おかずクラブ ） | オカリナ（おかずクラブ ）       |
| スフィンクス          | ケネス・ランサム               | 大砂嵐金崇郎              | 大砂嵐金崇郎              | 大砂嵐金崇郎              | 武田幸史                        |
| 小うるさい召使い      | ポーラ・アランデル             | 未知やすえ                | 伊沢磨紀                  | 伊沢磨紀                  | 伊沢磨紀                        |
| 祭司                  | マイケル＝アンソニー・テイラー | 谷昌樹                    | 谷昌樹                    | 谷昌樹                    | 谷昌樹                          |
| シャリファ            | ロビン・ネヴィン               | 田中真弓                  | 田中真弓                  | 田中真弓                  | 田中真弓                        |
| 裁判長                | ブルース・スペンス             | 吉村作治                  | 吉村作治                  | 吉村作治                  | 吉村作治                        |
| 悪魔たち              |                                | LiLiCo                    | LiLiCo                    | LiLiCo                    | LiLiCo                          |
| 後のベック （声のみ） | リンジー・ファリス             | 山路和弘                  | 山路和弘                  | 山路和弘                  | 山路和弘                        |
|                       |                                |                           |                           |                           |                                 |
| 演出                  |                                | 木村絵理子                | 木村絵理子                | 木村絵理子                | 木村絵理子                      |
| 翻訳                  |                                | 佐藤恵子                  | 佐藤恵子                  | 佐藤恵子                  | 佐藤恵子                        |
| 録音                  |                                | 山本和利                  | 山本和利                  | 山本和利                  | 山本和利                        |
| 調整                  |                                | 今泉武                    | 今泉武                    | 今泉武                    | 今泉武                          |
| 制作                  |                                | ギャガ 東北新社           | ギャガ 東北新社           | ギャガ 東北新社           | ギャガ 東北新社                 |
| 初回放送              |                                |                           |                           |                           | 2018年3月3日 『土曜プレミアム』 |

## 作品の評価

### 映画批評家によるレビュー
Rotten Tomatoesによれば、189件の評論のうち、高く評価しているのは15%にあたる29件のみであり、平均して10点満点中3.4点を得ている。
Metacriticによれば、25件の評論のうち、高評価はなく、賛否混在は10件、低評価は15件で、平均して100点満点中25点を得ている。

### 受賞歴
第37回ゴールデンラズベリー賞で最低作品賞、最低監督賞（アレックス・プロヤス）、最低脚本賞、最低主演男優賞（ジェラルド・バトラー）、最低スクリーンコンボ賞の5部門でノミネートされ、いずれも受賞はならなかった。

## テレビ放映
- 2018年3月3日、フジテレビ土曜プレミアム枠で地上波初放送された。